# Lotta Henttala
Lotta Henttala geb. Lepistö (* 28. Juni 1989 in Noormarkku) ist eine ehemalige finnische Radrennfahrerin. In den 2010er Jahren gehörte sie zu den erfolgreichsten Radsportlerinnen ihres Landes.

## Sportliche Laufbahn
2006 wurde Hentalla unter ihrem Mädchennamen Lepistö finnische Junioren-Meisterin im Straßenrennen, im Einzelzeitfahren belegte sie Rang drei.
Zwei Jahre später wurde Lepistö zweifache nationale Vize-Meisterin der Elite, im Straßenrennen sowie im Einzelzeitfahren, 2009 belegte sie Zeitfahren erneut Rang zwei. 2012, 2013, 2014 und 2015 wurde sie viermal in Folge finnische Meisterin im Straßenrennen, 2014 und 2015 zudem nationale Meisterin im Zeitfahren.
Bei den UCI-Straßen-Weltmeisterschaften 2016 in Doha errang Lepistö die Bronzemedaille im Straßenrennen. Damit war sie die erste Finnin in der Geschichte des Radsports, die eine Medaille bei Weltmeisterschaften errang.
2017 gewann die Finnin im Sprint das belgische Eintagesrennen Dwars door Vlaanderen und triumphierte vier Tage später bei Gent–Wevelgem. Bei ihrem ersten Giro d’Italia Femminile konnte sie die 6. Etappe für sich entscheiden, wurde Zweite bei Prudential RideLondon und gewann den Open de Suède Vårgårda. 2018 wurde sie zum fünften Mal in Folge finnische Doppelmeisterin und gewann die fünfte Etappe der Women’s Tour. Im Jahr darauf entschied sie zwei Etappen der Setmana Ciclista Valenciana sowie eine Etappe der Healthy Ageing Tour für sich.
2021 verzichtete Henttala aufgrund einer Schwangerschaft auf die Teilnahme an den Olympischen Spielen und bestritt aufgrund ihrer Mutterschaft auch 2022 keine Rennen.
In der Saison 2023 kehrte sie in den Leistungsradsport zurück und schloss sich dem Team AG Insurance-Soudal Quick-Step an. Im Frühjahr infizierte sie sich mit COVID-19, musste eine Pause einlegen und hatte den Rest des Jahres mit den Folgen zu kämpfen. Sie startete dennoch bei der Tour de France Femmes 2023, wurde aber auf der sechsten Etappe ebenso wie ihr Sportlicher Leiter Servais Knaven disqualifiziert, da sie sich von dessen Teamfahrzeig habe ziehen lassen. Henttala bestritt diesen Vorwurf. Sie habe lediglich bei der Annahme einer Trinkflasche diese ebenso wie Knaven einige Sekunden festgehalten, wofür sie sich entschuldige, aber eine Disqualifikation übertrieben sei.
Zur Saison 2024 wechselte Henttala in das Team EF Education-Cannondale. Bei der Vuelta a Burgos gewann sie die erste Etappe und erzielte damit ihren ersten Sieg nach fünf Jahren. Mitte 2025 beendete sie infolge einer weiteren Schwangerschaft ihrer sportliche Karriere.

## Privates
Im Oktober 2019 heiratete Lepistö den finnischen Radsportler Joonas Henttala, mit dem sie im spanischen Girona lebt (Stand 2020). 2021 konnte sie wegen einer Schwangerschaft nicht bei den Olympischen Spielen in Tokio starten; im Januar 2022 brachte sie einen Sohn zur Welt.

## Erfolge
2006
- Finnische Meisterin (Juniorinnen) – Straßenrennen

2012
- Finnische Meisterin – Straßenrennen

2013
- Finnische Meisterin – Straßenrennen

2014
- Finnische Meisterin – Straßenrennen, Einzelzeitfahren

2015
- Finnische Meisterin – Straßenrennen, Einzelzeitfahren
- eine Etappe Internationale Thüringen-Rundfahrt der Frauen

2016
- Weltmeisterschaft – Straßenrennen
- Finnische Meisterin – Straßenrennen, Einzelzeitfahren

2017
- Dwars door Vlaanderen
- Gent–Wevelgem
- Finnische Meisterin – Straßenrennen, Einzelzeitfahren
- eine Etappe Giro d’Italia Femminile
- Open de Suède Vårgårda
- Weltmeisterschaft – Mannschaftszeitfahren

2018
- eine Etappe The Women’s Tour
- Finnische Meisterin – Straßenrennen, Einzelzeitfahren
- Prolog Giro della Toscana Femminile

2019
- zwei Etappen Setmana Ciclista Valenciana
- eine Etappe Healthy Ageing Tour

2024
- eine Etappe Vuelta a Burgos

2025
- Trofeo Marratxi-Felanitx